# ديريجي اليمو
ديريجي اليمو (30 أبريل 1990 بإثيوبيا - ) هو لاعب كرة قدم إثيوبي في مركز حراسة المرمى. لعب مع Dashen Beer F.C. ‏.

## روابط خارجية
- ديريجي اليمو على موقع إي إس بي إن إف سي (الإنجليزية)